# Pere de Boïl i de Castellar
Pere de Boïl i de Castellar (Regne de València, ? — ?, 1392), va ser un militar fill de Ramon Boïl de La Scala i de Berenguera de Castellar.
Noble, senyor de Boïl de Bétera, Xirivella, Massanassa, Massamagrell i Borriol; anomenat a la Crònica de Pere el Cerimoniós el cavaller sens par per la seva conducta a Sardenya, on havia acompanyat el monarca el 1354.
El rei Pere el recompensà amb el lloc de Putifigari (Sardenya) i amb el de Boïl a Aragó, amb títol de baronia (1364), i li atorgà, a més, la jurisdicció sobre Alfafar, Benetússer, Paiporta i Ravissanxo; va ser capità general de València i defensà la capital contra les tropes de Pere el Cruel durant la guerra amb Castella. Va intervindre al costat d'Enric de Trastàmara en la guerra civil castellana i fou fet presoner per Pere el Cruel i els anglesos a la batalla de Nájera (1367).
En 1386 l'Orde de Calatrava dona la vila de Bétera a la família Boïl per onze anys, tot i que el 1426 quedaran com a únics senyors de la vila, sempre baix la influència de l'Orde. El 1392 Pere de Boïl i Castellar comença la reconstrucció del castell, que acabarà a principis del segle xv, donant-li caràcter de palau fortificat.
Enric de Trastàmara el recompensà amb la senyoria de Huete. Va portar a terme nombroses ambaixades a Portugal i a Granada i a Castella. Prengué part en les bandositats valencianes a favor del partit dels Vilaragut.